# فرانسوا باوتشر
فرانسوا باوتشر هو معلم موسيقى كندي، ولد في 1860 في مونتريال في كندا، وتوفي في 1936.